# Municipio de West Caln
El municipio de West Caln (en inglés: West Caln Township) es un municipio ubicado en el condado de Chester en el estado estadounidense de Pensilvania. En el año 2000 tenía una población de 7054 habitantes y una densidad poblacional de 125,2 personas por km².

## Geografía
El municipio de West Caln se encuentra ubicado en las coordenadas 39°59′51″N 75°46′09″O / 39.99750, -75.76917.

## Demografía
Según la Oficina del Censo en 2000 los ingresos medios por hogar en la localidad eran de $57 560 y los ingresos medios por familia eran de $59 806. Los hombres tenían unos ingresos medios de $42 095 frente a los $28 602 para las mujeres. La renta per cápita de la localidad era de $20 752. Alrededor del 3,8% de la población estaba por debajo del umbral de pobreza.